# Helmut Gneuss
Helmut Gneuss (* 29. Oktober 1927 in Berlin; † 26. Februar 2023) war ein deutscher Anglist.

## Werdegang
Er war emeritierter Professor an der Universität München, wo er von 1965 bis 1997 den Lehrstuhl für historische englische Sprachwissenschaft innehatte. Unter seiner Leitung (1965–1997) konnte „München zum international anerkannten Forschungszentrum für mittelalterliche und insbesondere altenglische Studien aufsteigen. Es erschienen eine Reihe von Publikationen am Institut. Prof. Gneuss’ Forschungsschwerpunkte waren die Geschichte der mittelalterlichen englischen Bibliotheken, die Liturgie der angelsächsischen Kirche, die Lexikographie des Altenglischen, die Edition mittelalterlicher Texte und die Geschichte der Sprachwissenschaft. Zu Standardwerken geworden sind etwa die Untersuchungen zu den sprachlichen Normierungsbestrebungen, die von Bischof Æthelwold (963–84) und seinem Kreis ausgingen“.
Gneuss war ordentliches Mitglied der Bayerischen Akademie der Wissenschaften, Mitglied der Academia Europaea und korrespondierendes Mitglied der British Academy, der Österreichischen Akademie der Wissenschaften und der Medieval Academy of America. Bei der BAdW leitete er unter anderem die Kommission zur Herausgabe des Mittellateinischen Wörterbuchs.